# Улица Белоусова

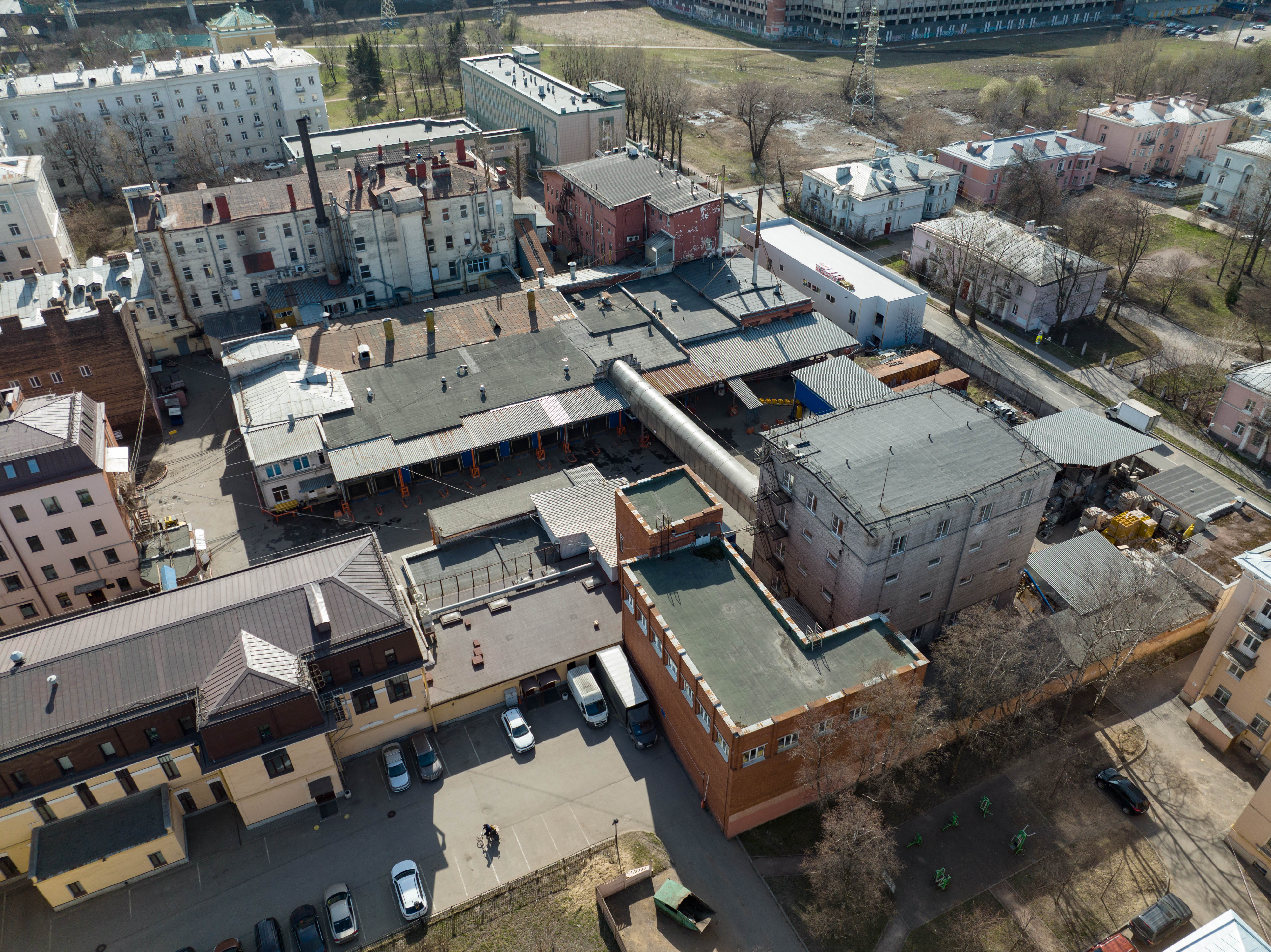
Хлебозавод «Заря» на улице Белоусова

Улица Белоу́сова — улица в Кировском районе Санкт-Петербурга. Проходит от проспекта Стачек до Баррикадной улицы.

## История
Первоначальное название Соловьёва улица (от проспекта Стачек до Севастопольской улицы) известно с 1908 года, происходит от имени домовладельца Д. М. Соловьёва. В 1929 году продлена до Баррикадной улицы.
Переименована в улицу Белоусова 15 мая 1965 года в честь В. Ф. Белоусова, Героя Советского Союза, погибшего в Великую Отечественную войну, жителя в Кировского района Ленинграда.